# 須田健太郎 (実業家)
須田 健太郎（すだ けんたろう、1985年1月8日 - ）は、日本の起業家。株式会社フリープラスの元創業者、元代表取締役社長CEO。株式会社客家の代表取締役。

## 来歴
1985年、マレーシアのクアラルンプールで、日本人の父とマレーシアの客家系華僑である母との間に生まれた。幼少期をマレーシア、インドネシアのジャカルタで過ごし、10歳より日本に定住。
大学入学後の2005年、今後の人生について「世界レベルの偉業」を成し遂げたいと考えるようになった。そして「1000万円をためて起業」することを目標に大学を中退、ベンチャー企業に就職した。1年後、勤務先の給与体系が変更されたことを機に退職、後輩と2人でエンジニアの派遣事業としてフリープラスを立ち上げた。当初は順調だったが、リーマン・ショックにより一時は倒産手前まで落ち込んだ。その後SEO事業に転換し業績は回復した。
2010年より、訪日旅行（インバウンド）事業に参入。単身中国へ渡り、子会社を作る。その後、東日本大震災で訪日観光客が激減したが、「旅行市場が未成熟なアジア各国からの訪日客は伸びしろが大きく、必ず商機がある」と考え、東南アジア諸国を開拓、FREEPLUSの成長基盤を固める。
自身には「失うものがない」と語り、利益率が低いことからアジアからのツアーを敬遠しがちな大手旅行代理店などに対して、「ある種のイノベーションのジレンマに陥っている競争相手に奇襲攻撃を仕掛ける」ことで一気に成長を加速させたと、語っている。
株式会社フリープラスの経営方針との相違から2020年2月に同社の代表取締役を辞任。2020年1月に設立をしている株式会社客家の代表取締役に就任。

## 経歴
- 1985年（昭和60年） - 1月8日、クアラルンプール出身。
- 2003年（平成15年） - 大阪学院大学高等学校卒業。
- 2006年（平成18年） - 流通科学大学3年中退。
  - 株式会社 ATGS 入社。
- 2007年（平成19年） - 株式会社フリープラス設立、代表取締役就任。
- 2010年（平成22年） - FREEPLUS Shanghai (上海日景商务信息咨询有限公司)設立。
- 2017年（平成29年） - FP HOTELS 難波南 開業。
- 2018年（平成30年） - FP HOTELS Grand 難波南 開業。
  - FP HOTELS 福岡博多キャナルシティ前 開業。
- 2019年（令和元年）  -FREEPLUSにティール組織を導入。

## 受賞歴
- 2013年（平成25年） - アジアで勝つ日本人100人 (AERA 2013年12月30日-1月6日合併号)
- 2013年（平成25年） - 2013年度インデペンデンツクラブ大賞 最優秀賞[5](主催：株式会社インディペンデンツクラブ)
- 2014年（平成26年） - EY Entrepreneur Of The Year Japan Challenging Spirit 部門ファイナリスト[6]（主催：Ernst&Young）
- 2016年（平成28年） - 次代を創る100人 (日経ビジネス 2015年12月28日-2016年1月4日合併号)[7]
- 2016年（平成28年） - ニッポン新事業創出大賞 グローバル部門 優秀賞 [8]（主催：公益社団法人日本ニュービジネス協議会連合会）
- 2018年（平成30年） - アジア太平洋地域における急成長企業1,000社に選出され、154位にランクイン。日本全体では25位, Travel & Leisure セクターで7位, 日本に限定したTravel & Leisure セクターで2位 にランクイン（主催：Financial Times社, Statista社）